# VfB Dillingen
VfB Dillingen is een Duitse voetbalclub uit Dillingen, Saarland.

## Geschiedenis
De club werd opgericht in 1906 als Viktoria Dillingen en sloot zich later aan bij de Zuid-Duitse voetbalbond. In 1909 fuseerde de club met de voetbalafdeling van het Gymnasium en werd zo FC 06 Dillingen. Tijdens de Eerste Wereldoorlog werden de activiteiten gestaakt en de club werd op 9 maart 1919 heropgericht als VfB Dillingen.  
In 1930 promoveerde de club naar de hoogste klasse van de Saarcompetitie en werd daar laatste. In deze tijd had de club de Hongaarse sterspeler Péter Szabó in de rangen. 
In 2018 promoveerde de club naar de Oberliga Rheinland-Pfalz/Saar⁣, maar hield het daar slechts één seizoen vol. Voor het seizoen 2021/22 trok de club zich terug uit de Saarlandliga en komt nu uit op een van de lagere niveaus in Saarland.